# Эльфинстон, Джон (политический деятель)
Джон Эльфинстон (23 июня 1807, Cumbernauld House — 19 июля 1860, Лондон) — британский политический деятель.

## Биография
В молодости служил в армии.
В 1837—1842 годах — губернатор Мадраса.
В 1842 году предпринял исследовательскую экспедицию в Кашмир.
В 1853—1860 годах — губернатор Бомбея.
Во время Индийского освободительного восстания 1857—1859 годов проявил большую энергию и распорядительность: ему удалось подавить восстание раджи Шолапура и раскрыть заговор в Бомбее, после чего он был возведён в звание пэра.